# Polarsternium
Polarsternium is een geslacht van borstelwormen uit de familie van de Siboglinidae. De wetenschappelijke naam van dit geslacht is voor het eerst geldig gepubliceerd in 1999 door Smirnov.

## Soorten
- Polarsternium australe Smirnov, 2005
- Polarsternium evrikae Smirnov, 2005
- Polarsternium magnum Smirnov, 2005
- Polarsternium mirabile Smirnov, 2005
- Polarsternium rugellosum Smirnov, 1999